# Esteban Torre
Esteban Torre Ontañón (Santander, Cantabria, 3 de septiembre de 1971) es un exfutbolista y actual entrenador español. Jugó en la Primera División de España con el Real Racing Club y en las categorías inferiores de la selección española. Es padre de Pablo Torre, actual jugador del Real Club Deportivo Mallorca.

## Trayectoria
Comenzó jugando en el C. D. Marina Sport, pasando luego a formar parte de la cantera del Racing, para posteriormente a inicios de los años 1990 pasar a jugar en el primer equipo, cuando el Racing jugaba en segunda división, e incluso en Segunda B. 
En la temporada 1993, con el ascenso del Racing de Santander, se convirtió en jugador de Primera División.